# Rositz
Rositz est une commune allemande de l'est du land de Thuringe située dans l'arrondissement du Pays-d'Altenbourg. Rositz abrite le siège de la Communauté d'administration de Rositz.

## Géographie

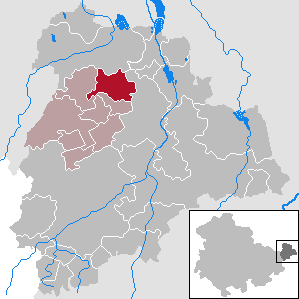
Situation de Rositz dans l'arrondissement d'Altenbourg

Rositz est située dans le nord de l'arrondissement, en bordure de la plaine de Leipzig, à 6 km au nord-ouest d'Altenbourg. Elle est composée de cinq quartiers :
- Rositz ;
- Fichtenhainichen ;
- Gorma ;
- Schelditz ;
- Molbitz (Obermolbitz et Untermolbitz).

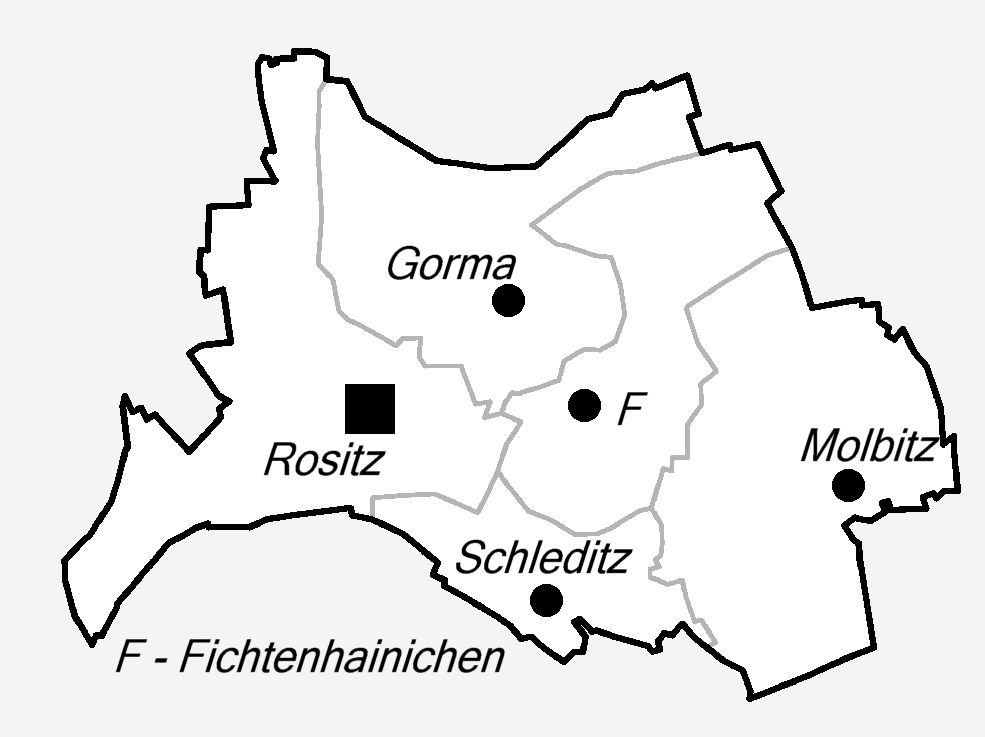
Les différents quartiers de Rositz

Communes limitrophes (en commençant par le nord et dans le sens des aiguilles d'une montre) : ville de Meuselwitz, ville d'Altenbourg, Lödla, Monstab et Kriebitzsch.

## Histoire
La première mention écrite de Rositz date de 1181 sous le nom de Rundling, puis, en 1200, sous le nom de Rosiz et enfin, en 1215 sous celui de Rodesicz, ce qui peut laisser supposer une origine sorabe.
Dès 1672, la présence de lignite est détectée à Rositz mais l'exploitation industrielle commence au XIXe siècle et entraîne un important développement : briqueterie, raffinerie de sucre.
Le village de Rositz est un des premiers à organiser des élections démocratiques en 1919, sous le régime de la République de Weimar.
Pendant la Seconde Guerre mondiale, 8 camps de travailleurs forcés sont installés à Rositz. Les implantations industrielles de Rositz entraînent plusieurs bombardements, notamment sur l'usine de pétrole et de gaz DEA en 1944 et 1945, et la mort de 50 personnes.

### Incorporations de communes
Plusieurs communes ont été incorporées au territoire de Rositz :
- en 1923, fusion de Rositz, Fichtenhainichen et Gorma ;
- en 1950, Schelditz ;
- en 1972, Molbitz.

## Démographie
Avant leur fusion, en 1900, les villages de Rositz, Fichtenhainichen et Gorma comptaient respectivement 1 632, 695 et 1 552 habitants.
Commune de Rositz dans ses limites actuelles :
| 1900  | 1933  | 1939  | 1946  | 1960  | 1995  | 2000  | 2005  | 2010  |
| ----- | ----- | ----- | ----- | ----- | ----- | ----- | ----- | ----- |
| 4 339 | 5 090 | 5 310 | 5 698 | 5 281 | 3 551 | 3 382 | 3 133 | 3 050 |